# Formateur (éducation)
Pour les articles homonymes, voir Formateur.
 (juillet 2007).
Si vous disposez d'ouvrages ou d'articles de référence ou si vous connaissez des sites web de qualité traitant du thème abordé ici, merci de compléter l'article en donnant les références utiles à sa vérifiabilité et en les liant à la section « Notes et références ».
 (mars 2021).
La mise en forme du texte ne suit pas les recommandations de Wikipédia : il faut le « wikifier ».
Les points d'amélioration suivants sont les cas les plus fréquents. Le détail des points à revoir est peut-être précisé sur la page de discussion.
- Les titres sont pré-formatés par le logiciel. Ils ne sont ni en capitales, ni en gras.
- Le texte ne doit pas être écrit en capitales (les noms de famille non plus), ni en gras, ni en italique, ni en « petit »…
- Le gras n'est utilisé que pour surligner le titre de l'article dans l'introduction, une seule fois.
- L'italique est rarement utilisé : mots en langue étrangère, titres d'œuvres, noms de bateaux, etc.
- Les citations ne sont pas en italique mais en corps de texte normal. Elles sont entourées par des guillemets français : « et ».
- Les listes à puces sont à éviter, des paragraphes rédigés étant largement préférés. Les tableaux sont à réserver à la présentation de données structurées (résultats, etc.).
- Les appels de note de bas de page (petits chiffres en exposant, introduits par l'outil «  Source ») sont à placer entre la fin de phrase et le point final[comme ça].
- Les liens internes (vers d'autres articles de Wikipédia) sont à choisir avec parcimonie. Créez des liens vers des articles approfondissant le sujet. Les termes génériques sans rapport avec le sujet sont à éviter, ainsi que les répétitions de liens vers un même terme.
- Les liens externes sont à placer uniquement dans une section « Liens externes », à la fin de l'article. Ces liens sont à choisir avec parcimonie suivant les règles définies. Si un lien sert de source à l'article, son insertion dans le texte est à faire par les notes de bas de page.
- La présentation des références doit suivre les conventions bibliographiques. Il est recommandé d'utiliser les modèles {{Ouvrage}}, {{Chapitre}}, {{Article}}, {{Lien web}} et/ou {{Bibliographie}}. Le mode d'édition visuel peut mettre en forme automatiquement les références.
- Insérer une infobox (cadre d'informations à droite) n'est pas obligatoire pour parachever la mise en page.

Pour une aide détaillée, merci de consulter Aide:Wikification.
Si vous pensez que ces points ont été résolus, vous pouvez retirer ce bandeau et améliorer la mise en forme d'un autre article.
Le métier de formateur d'adulte est un métier relativement nouveau. Il consiste en l'enseignement de nouvelles compétences aux adultes. En France, il existe depuis 1946 (date de création de l'AFPA qui avait le monopole à l'époque). La loi de 1971 sur la formation professionnelle en a favorisé l'émergence; puis les Greta ont été créés par le Ministère de l'Éducation Nationale.
On trouve des formateurs dans divers secteurs: la formation professionnelle, l'insertion sociale et professionnelle, les entreprises, les administrations, les associations et institutions du champ sanitaire et social, le champ universitaire, les écoles de commerce, les écoles du travail social, les ESPE  (en France) ou les centres de formation pédagogique du secteur de l'enseignement privé, organismes de formation privés, interventions de type psychosociologique. Le métier est multiforme également par les statuts variés qu'on y rencontre: salariés à temps plein ou à temps partiel, vacataires, indépendants en portage salarial ou indépendants en statut libéral. Les niveaux de formation des formateurs d'adulte sont également variés allant généralement du niveau III, (bac+2) au doctorat ; mais en France, ils peuvent, sans obligation, être titulaires d'un diplôme Titre Professionnel de Formateur Professionnel d'Adulte (numéro RNCP247) pour exercer dans un Organisme de Formation.

## Description
Dans certains secteurs professionnels, les formateurs tiennent leur légitimité de leur expérience professionnelle et de leurs compétences pédagogiques indépendamment d'un diplôme universitaire. Pour des raisons qui tiennent à  leurs parcours souvent atypiques, à un rapport aux modes d'apprentissages scolaires parfois conflictuel, à la réalité des problématiques d'apprentissage des publics qu'ils accompagnent, les formateurs ont été souvent les acteurs de recherches et d'innovation dans le domaine de la pédagogie et de l'intervention en milieu professionnel.
Le métier de formateur  d'adulte comprend 3 activités-types :
1. L'ingénierie de la formation : concevoir et conduire un dispositif de formation
2. L'animation de séances de formation dites en "face à face"
3. L'accompagnement

Parallèlement à ces fonctions classiques du rôle de formateur, il faut mentionner une dimension croissante qui est celle qui a trait aux postures d'accompagnement. Le développement des moyens de formation à distance et la facilité de l'accès aux sources documentaires font émerger de nouveaux dispositifs comme les ateliers de pédagogie personnalisée (APP), fonctionnant sur le principe de l'autoformation accompagnée. Dans un tel dispositif, le formateur joue un rôle de soutien méthodologique. Il vient en aide aux apprenants dans leurs démarches de recherche et d'apprentissage en favorisant au maximum l'auto-direction de leurs projets.

## L’ingénierie de formation
C’est la conception de programmes de formation sur mesure, que ce soit pour un petit nombre ou plusieurs dizaines de professionnels.

## La démarche de l’ingénierie de formation

### L'analyse de la demande
Première étape dans l'ingénierie de formation. Avant même de concevoir un dispositif de formation il convient d'étudier la demande du client ou du prescripteur.

### Quels sont les objectifs de l’ingénierie de formation?
Il s’agit de construire et de mettre en œuvre la formation la mieux adaptée pour améliorer la performance d’un professionnel dans l’exercice de son métier. La méthodologie garantit, par une évaluation à plusieurs niveaux, la qualité des formations.

### L’approche systémique
Animer des sessions de formation, transmettre des connaissances ne suffit pas, il s’agit également de concevoir et développer des plans de formation, en tenant compte notamment :
- des résultats opérationnels ou stratégiques attendus,
- des métiers et des activités concernés,
- des niveaux de connaissances actuels et visés.

Les moyens de réalisation de la formation, qui peuvent être divers, reposent sur des critères précis, liés aux circonstances : formation magistrale, ou mise en situation professionnelle progressive par la pratique d’exercices. Les séquences pédagogiques s’enchaînent suivant un ordre établi, chacune ayant un objectif précis.
Les critères d’évaluation, fixés dès le début du projet, doivent permettre de juger de la qualité de la formation et de son efficacité.

### Les compétences
Savoir-faire techniques, savoir-faire relationnels, savoir-faire organisationnels et savoirs
- Analyser un besoin de formation
- Repérer les éléments constitutifs de la demande dans le cahier des charges d’un commanditaire
- Définir les prérequis
- Préciser les objectifs de formation
- Repérer les compétences et savoirs à acquérir
- Définir les objectifs pédagogiques et le séquençage associé
- Définir les situations d’apprentissage, les situations d’évaluation et les modalités associées, en prenant en compte le public et le contexte local
- Rédiger une progression pédagogique exploitable par soi-même ou par des tiers pour la mise en œuvre de l’action ou pour la rédaction de documents divers
- Adopter une posture professionnelle favorisant l’ajustement aux besoins du commanditaire
- Travailler en équipe avec les acteurs internes et externes impliqués dans la construction de l’action
- Argumenter ses choix auprès du responsable de formation
- Travailler en mode projet
- Anticiper l’organisation logistique des moyens humains, matériels et pédagogiques de l’action
- Prendre en compte la gestion des flux dans la construction de la progression pédagogique
- Planifier les interventions des autres intervenants
- Connaissance des concepts de base de l’ingénierie de formation et de la terminologie de la formationprofessionnelle
- Connaissance du cadre règlementaire et législatif de la formation professionnelle
- Connaissance du cadre contractuel et financier de l’action de formation
- Connaissance des différents types de référentiels
- Connaissance des concepts de l’ingénierie pédagogique
- Connaissance des principes de base de la pédagogie des adultes
- Connaissance des publics de la formation professionnelle et de leurs spécificités
- Connaissance des principes de la multimodalité
- Connaissance des différents types d’évaluation
- Connaissance des différentes modalités pédagogiques et de leurs conditions de mise en œuvre